# Cassandra Nova
Cassandra Nova, il cui vero nome è Cassandra Xavier, è un personaggio dei fumetti statunitensi creato da Grant Morrison (testi) e Frank Quitely (disegni), pubblicato dalla Marvel Comics. Apparsa per la prima volta sulle pagine di New X-Men (prima serie) n. 114 (luglio 2001), Cassandra oltre ad essere la gemella malvagia del Professor X è anche un mummundrai, forma di vita parassita nata nel piano astrale senza un corpo proprio.
Il mummundrai che divenne Cassandra fu molto a contatto con il futuro e potentissimo telepate Charles Xavier. Questo garantì alla creatura parecchi poteri psichici, inclusa l'abilità di fuoriuscire dall'utero materno e crearsi un corpo proprio. Cassandra è il corrispondente negativo di Xavier, il suo lato oscuro, nota per aver ordinato alle Megasentinelle il massacro di 16 milioni di mutanti nell'isola di Genosha.

## Biografia del personaggio

### Origini
Cassandra Nova cominciò a vivere nello stesso istante di Charles Xavier. Concepita però senza un corpo, Cassandra ne improvvisò uno copiando il DNA di Xavier, diventando a tutti gli effetti la sua sorella gemella. All'interno dell'utero, Cassandra crebbe fino a quando Xavier non avvertì i suoi mostruosi pensieri e la uccise provocando un aborto. Tuttavia, la creatura sopravvisse nelle fogne come una massa caotica di cellule ricostruendo se stessa per decenni fino ad ottenere un corpo completamente sviluppato. Durante tutto questo tempo, crebbe con la convinzione che l'utero nel quale lei e Xavier lottarono e l'universo esterno nel quale lei ora viveva fossero la stessa cosa, ed ora come allora il suo scopo altri non era se non distruggere tutto ciò che Xavier aveva di più caro: il suo sogno di coesistenza pacifica tra umani e mutanti, i suoi X-Men e la sua amata Lilandra.
Jean Grey scoprì più tardi (da una leggenda Shi'ar) che Cassandra Nova è il mummundrai di Xavier. Tale leggenda narra che ognuno affronta il proprio mummundrai nell'utero, è la prima esperienza con qualcosa di alieno, di esterno, di differente. Nella realtà, i mummundrai sono forme parassitarie nate senza corpo sul piano astrale. Nel caso di Xavier, il suo grande potere telepatico permise al suo mummundrai di sopravvivere anche al di fuori dell'utero e di formare il proprio corpo.

### Genocidio
Dopo aver ricreato il proprio corpo, Cassandra ricomparve in cerca di vendetta. Convinse l'ultimo parente in vita di Bolivar Trask, Donald Trask III, ad attivare un paio di enormi Megasentinelle e ad inviarle ad uccidere 16 milioni di mutanti presenti sull'isola di Genosha. Cassandra duplicò il DNA di Trask, poiché esse erano programmate in modo da obbedire solo a coloro che possedevano quel particolare genoma, per far sì che dopo la morte dell'uomo, lei potesse ordinare qualsiasi cosa alle Sentinelle.
Poco prima di essere catturata da Wolverine e Ciclope, la donna infettò il proprio corpo con milioni di Nanosentinelle. Portata allo Xavier Institute, sconfisse facilmente gli X-Men e collocò se stessa nella macchina trova-mutanti Cerebra (versione potenziata del classico Cerebro), cominciando, apparentemente, a cercare tutte le menti mutanti sopravvissute al massacro per spegnerle, venendo infine fermata da Emma Frost che le spezzò l'osso del collo uccidendola. In realtà, Cassandra aveva scambiato la propria mente con quella del fratello e Charles intrappolato nel corpo spezzato della donna, fu incapace di avvertire gli X-Men dell'accaduto prima che Cassandra, ora nel corpo del Professor X, gli sparasse.

### Imperiale
Nel corpo di Xavier, Cassandra forza mentalmente lo studente Becco ad attaccare Bestia, dopo che questi ha scoperto che il suo DNA è identico a quello di Xavier. Più tardi contatta gli Shi'ar, tramite la mente della loro Magestrix, Lilandra, amante di Charles, e fattasi venire a prendere sulla Terra, abbandona il sistema solare per quello alieno. Una volta raggiunto l'Imperium, manipola mentalmente Lilandra fino a farla diventare completamente pazza e assume la reggenza ordinando alla flotta imperiale di distruggere l'impero. Invia la Guardia Imperiale sulla Terra con lo scopo di sterminare tutti i mutanti a partire dagli X-Men.
Una volta sulla Terra e scoperto l'inganno di Cassandra, la Guardia Imperiale le si rivolta contro. La donna li mette tutti fuori combattimento e penetra nello Xavier Institute. Il suo piano è quello di collegarsi a Cerebra per eliminare tutte le menti mutanti. Tuttavia, Jean Grey, nuovamente ospite dell'entità cosmica Fenice, che le ha donato immensi poteri, riesce a salvare la mente di Xavier, ospitata nel corpo moribondo di Cassandra, frantumandola in milioni di pezzi e distribuendola in tutte le menti dei mutanti presenti sul pianeta. Quando Cassandra si collega finalmente a Cerebra, i frammenti della mente di Xavier si ricompongono e nello stesso tempo Jean riesce a sconfiggere telepaticamente la donna e ad espellerla dal corpo di Xavier. Senza un corpo ospite, Cassandra diviene pura energia psichica. Emma Frost convince questa essenza psichica a ritornare nel suo vecchio corpo, ordendo in realtà una trappola, perché quel corpo si rivela essere quello dell'alieno polimorfo Stuff, perciò da quel momento Cassandra si ritroverà imprigionata dentro quel corpo, che verrà custodito strettamente nei sotterranei dell'Istituto Xavier.

### Club infernale
Cassandra, nel suo corpo originale, ritorna in scena nella mini-serie Lacerati, arco di storie apparso in Astonishing X-Men, assieme a Sebastian Shaw ed al Club Infernale. Si viene a scoprire in questo periodo che Emma Frost è riuscita a sopravvivere al massacro di Genosha grazie alla mutazione secondaria che Cassandra Nova aveva preparato/potenziato/creato per lei (tuttavia il ricordo di tale incontro, e se esso sia avvenuto davvero o se sia stato creato apposta per il nuovo scopo di Nova, le è stato cancellato dalla mente). L'intrusione di Nova nella mente di Emma avvenne nel momento in cui Cassandra stava per essere intrappolata nel corpo dell'alieno Stuff: Nova toccò la mente di Emma e vi impiantò un frammento della propria coscienza. In seguito, tale frammento si nutrì del senso di colpa della bionda telepate per essere sopravvissuta ai propri studenti durante il massacro di Genosha, ed al senso di colpa per essere stata la Regina Bianca del Club Infernale. Tramite questa influenza di Cassandra, Emma creò psionicamente le illusioni della stessa Nova, di Sebastian Shaw, di Testata Mutante Negasonica e di una Emma più giovane ancora nei panni della Regina Bianca (che si autodefinisce "Perfezione"), formando una sorta di Club Infernale immaginario. In seguito Emma/Nova attacca e sconfigge a turno tutti gli X-Men: Bestia viene ridotto al rango di un animale feroce, Wolverine diventa un timido bambino, Kitty perde la capacità di controllare i propri poteri di intangibilità, Colosso viene sconfitto in combattimento dal Sebastian Shaw immaginario e Ciclope perde l'uso della sua abilità, riducendosi in uno stato catatonico.
Nel frattempo, Emma/Cassandra condiziona Kitty in modo che questa apra la camera di contenimento dove è stato racchiuso il corpo di Stuff, vera e propria prigione della psiche di Cassandra Nova. Nel corso della propria liberazione, Cassandra decide di occupare il corpo di Kitty Pride, ma i suoi piani vengono sventati da Ciclope (che pur depotenziato si è ripreso dal coma), da alcuni studenti dell'Istituto (Blindfold e Hisako Ichiki), ma anche dalla stessa Emma Frost, che in qualche maniera induce Kitty quasi a spararle, per impedirle di continuare nella liberazione di Nova. Ritenendo la mente di Kitty oramai troppo forte per essere penetrata da lei, Cassandra decide di trasferire la propria coscienza in quella della giovane Hisako, tuttavia tale processo viene interrotto dal tempestivo teletrasporto di tutti gli X-Men sulla stazione orbitante dello S.W.O.R.D. Attualmente è ancora sconosciuto l'esito di tale trasferimento, vale a dire se la coscienza di Cassandra sia riuscita a penetrare nella mente di Hisako o se il trasferimento sia fallito.

### Ernst
Durante la gestione dei fumetti da parte di Grant Morrison, la mente riformata di Cassandra Nova, dentro il corpo mutaforma di Stuff, prese le sembianze della giovane Ernst. Lo si venne a scoprire durante una apparizione di Cassandra e Martha a bordo dell'X-Jet, in una scena di un futuro alternativo (Here Comes Tomorrow), quando la donna dice all'altra che può ancora continuare a chiamarla Ernst. Di seguito però, alcuni altri autori hanno smentito quanto descritto da Morrison, sicuramente sotto spinte editoriali, che prevedevano un altro utilizzo per il personaggio di Cassandra Nova. Durante la gestione di Chuck Austen, lo scrittore sembra suggerire che i suoi X-Men non sappiano che Cassandra si trovi nel corpo di Ernst. Mentre Joss Whedon, in Astonishing X-Men mostra ancora una Cassandra intrappolata all'interno del corpo di Stuff, custodito nei sotterranei dell'Istituto.

## Poteri e abilità
I mummundrai sono soliti combattere sul piano astrale, contro la mente del corpo che intendono possedere quando sono ancora nell'utero. Nel caso degli Xavier, il potenziale mutante di Charles era così vasto, da permettere a Cassandra di crearsi un proprio corpo anche al di fuori dell'utero materno. La donna può replicare e manipolare il DNA umano e/o mutante, possiede un accelerato fattore di guarigione ed è in grado di attraversare i materiali solidi. Dopo aver copiato completamente il DNA di Charles, il mummundrai Nova ha avuto accesso a tutto lo spettro dei poteri latenti del fratello, vale a dire: vasti poteri psionici (mai spiegati e mostrati del tutto), telepatia, telecinesi, fattore rigenerante accelerato, intangibilità attraverso la scomposizione telecinetica delle molecole del corpo, duplicazione del DNA.

## Altre versioni

### Spettri dal Futuro
Nell'ultimo arco narrativo dello scrittore Grant Morrison, la rieducazione della mente di Cassandra dentro il corpo di Stuff è stata un vero successo: la donna abbraccia il sogno della coesistenza pacifica di Xavier e diventa direttrice dell'istituto. Prende inoltre il cognome di famiglia e si fa chiamare da tutti Cassandra Nova-Xavier. Assieme a Wolverine, le ultime tre superstiti tra le Naiadi di Stepford, Tito Jr. il figlio di Becco, l'intelligenza mutante E.V.A. e No Girl (Martha Johansson), Cassandra combatte contro Sublime e la sua armata, comandata da Apollyon. La donna viene però distrutta assieme a No Girl, quando Sublime scatena Fenice contro gli X-Men. Tuttavia questa linea temporale divergerà da quella di Terra-616 quando Jean Grey tornerà indietro nel tempo e forzerà Ciclope ad accettare la proposta di Emma di ricostruire e guidare assieme lo Xavier Institute.

### X-Men: The End
In questo futuro alternativo, Cassandra è ancora malvagia ed è la principale responsabile degli attacchi Shi'ar contro gli X-Men, che lei ha manipolato nella speranza di prendere il controllo di Jean Grey e della forza-Fenice. Il suo scopo è quello di legarsi con Fenice e distruggere tutto il creato, in questo futuro uccide la figlia di Jean-Fenice Rachel Summers. Nella speranza di evitare tutto ciò, Jean richiama a sé un manipolo di X-Men (sia vivi che morti) in modo da ricreare l'Albero della Vita e fondersi con l'universo. Avvertendo la fine, Charles e Cassandra ammettono di sentirsi spaventati l'uno dall'altra, ma Jean li rassicura dicendo loro che anche la paura è parte dell'essere umano. Completata la spiegazione, lei e gli X-Men si fondono con l'universo circostante.

## Altri media

### Cinema
Cassandra Nova appare come antagonista principale nel trentaquattresimo film del Marvel Cinematic Universe Deadpool & Wolverine (2024), interpretata da Emma Corrin. In questa versione del personaggio è una giovane mutante che usa i suoi pericolosi poteri telecinetici e telepatici in cui è la sorella gemella malvagia del leader e fondatore degli X-Men, il professor Charles Xavier, che è stata bandita dalla Time Variance Authority (TVA) nel suo mondo-discarica, conosciuto come il Vuoto, dove le è stato concesso libero sfogo in cui è diventata la tirannica sovrana autoimposta, costringendo gli altri nello stesso luogo a servirla o ad essere dati in pasto alla mostruosa e distruttiva entità cosmica, chiamata Alioth. Cassandra è la leader del suo equipaggio, un gruppo fornito da alcune varianti alternative di supercriminali (tra cui Pyro, Sabretooth, Psylocke, Lady Deathstrike, il Fenomeno, Toad, Azazel, Callisto, Blob, Arclight, Bullseye, Quill e il Russo) per contrastare la Resistenza (ossia come i Resistenti), guidata dalla giovane mutante X-23. Essendo stata braccata e umiliata dal viscido e corrotto ufficiale Mr. Paradox, ha deciso di dare uno sfogo ad usare la "Time Ripper" per distruggere tutte le realtà parallele del multiverso rimanendo solo il Vuoto e di essere venerata come una dea onnipotente, ma purtroppo viene definitivamente eliminata una volta per tutte da Deadpool e Wolverine. Cassandra viene anche definita come la quinta donna degli antagonisti principali nella serie di film dell'MCU, dopo Hela (in Thor: Ragnarok), Ghost (in Ant-Man and the Wasp), Scarlet Witch (in Doctor Strange nel Multiverso della Follia) e Dar-Benn (in The Marvels).

### Videogiochi
Cassandra Nova appare come personaggio giocabile sbloccabile nel videogioco Marvel Future Fight, ispirato alla sua iterazione del film Deadpool & Wolverine.